# Riedbachtal
Das Riedbachtal ist ein mit Verordnung des Regierungspräsidiums Tübingen vom 3. Dezember 1986 ausgewiesenes Naturschutzgebiet auf dem Gebiet der Gemeinde Dormettingen im baden-württembergischen Zollernalbkreis.

## Lage
Das Naturschutzgebiet befindet sich im Naturraum Südwestliches Albvorland und liegt nordöstlich von Dormettingen. Es ist Teil des FFH-Gebiets Nr. 7718-341 Kleiner Heuberg und Albvorland bei Balingen.

## Landschaftscharakter
Im Naturschutzgebiet Riedbachtal mündet der Lochgraben in den Riedbach. Beide Täler sind von teils mit Magerrasen bedeckten und mit Obstbäumen und Hecken bestanden Böschungen begrenzt. Die Talhänge werden als Schafweiden genutzt. Die Talböden werden überwiegend ackerbaulich genutzt. Auf dem „Hohes Hölzle“ genannten Rücken zwischen beiden Tälern sind drei Reihen mit teils mächtigen Linden vorhanden. Die Fließgewässer werden von Gehölzbeständen gesäumt.

## Schutzzweck
Laut Verordnung ist der Schutzzweck die Erhaltung der vielfältigen Streuobst- und Heckenlandschaft als wertvoller Lebensraum zahlreicher vom Aussterben bedrohter Tier‑ und Pflanzenarten, insbesondere stark gefährdeter Vogelarten, die in der sonst ausgeräumten Feldflur der Umgebung nicht mehr vorkommen.

## Fauna
Das Gebiet besticht durch seinen Reichtum an seltenen Vogelarten wie Wachtel, Wachtelkönig, Raubwürger, Neuntöter und Braunkehlchen. Inklusive der Durchzügler sind im Riedbachtal 110 Vogelarten festgestellt worden.